# Pterospermum sumatranum
Pterospermum sumatranum är en malvaväxtart som beskrevs av Friedrich Anton Wilhelm Miquel. Pterospermum sumatranum ingår i släktet Pterospermum och familjen malvaväxter. Inga underarter finns listade i Catalogue of Life.